# Мід (Вісконсин)
Мід (англ. Mead) — місто (англ. town) в США, в окрузі Кларк штату Вісконсин. Населення — 357 осіб (2020).

## Демографія
Згідно з переписом 2010 року, у місті мешкала 321 особа в 118 домогосподарствах у складі 81 родини. Було 267 помешкань
Расовий склад населення:
| - 96,9 % — білих - 2,2 % — корінних американців - 0,3 % — чорних або афроамериканців |

До двох чи більше рас належало 0,6 %. Частка іспаномовних становила 0,0 % від усіх жителів.
За віковим діапазоном населення розподілялося таким чином: 29,3 % — особи молодші 18 років, 50,5 % — особи у віці 18—64 років, 20,2 % — особи у віці 65 років та старші. Медіана віку мешканця становила 39,0 року. На 100 осіб жіночої статі у місті припадало 116,9 чоловіків;  на 100 жінок у віці від 18 років та старших — 116,2 чоловіків також старших 18 років.
Середній дохід на одне домашнє господарство  становив 52 233 долари США (медіана — 43 750), а середній дохід на одну сім'ю — 60 787 доларів (медіана — 53 750). Медіана доходів становила 37 083 долари для чоловіків та 41 875 доларів для жінок. За межею бідності перебувало 10,7 % осіб, у тому числі 14,3 % дітей у віці до 18 років та 1,5 % осіб у віці 65 років та старших.
Цивільне працевлаштоване населення становило 111 осіб. Основні галузі зайнятості: виробництво — 27,9 %, сільське господарство, лісництво, риболовля — 25,2 %, освіта, охорона здоров'я та соціальна допомога — 11,7 %, транспорт — 6,3 %.